# Microporus (schimmel)
Microporus is een geslacht van schimmels behorend tot de familie Polyporaceae. De typesoort is Microporus perula, maar deze is later heringedeeld naar het geslacht Polyporus als Polyporus perula.

## Soorten
Volgens Index Fungorum telt het geslacht 14 soorten (peildatum maart 2023):
| Soortnaam                    | Auteur(s)                   | Publicatiejaar |
| ---------------------------- | --------------------------- | -------------- |
| Microporus affinis           | (Blume & T. Nees) Kuntze    | 1898           |
| Microporus affinis-microloma | (Lloyd) T. Hatt. & Sotome   | 2013           |
| Microporus atroalbus         | (Henn.) Kuntze              | 1898           |
| Microporus atrovillosus      | Ryvarden                    | 1975           |
| Microporus concinnus         | P. Beauv.                   | 1804           |
| Microporus incomptus         | (Afzel. ex Fr.) Kuntze      | 1898           |
| Microporus internuntius      | (Corner) T. Hatt.           | 2005           |
| Microporus longisporus       | T. Hatt.                    | 2000           |
| Microporus luteoceraceus     | D.A. Reid                   | 1986           |
| Microporus nigroglaber       | Decock & Ryvarden           | 2020           |
| Microporus nipponicus        | (Yasuda) Imazeki            | 1943           |
| Microporus perula            | P. Beauv.                   | 1804           |
| Microporus subvernicipes     | (Murrill) T. Hatt. & Sotome | 2013           |
| Microporus xanthopus         | (Fr.) Kuntze                | 1898           |